# Stanisław Laudan
Stanisław Laudan, także: Stanley Laudan, Stanisław Landau (ur. ok. 1912, zm. 1992 w Londynie) – polski kompozytor, autor tekstów, dyrygent i piosenkarz.

## Życiorys
Urodził się pod Lwowem. Nagrywał dla wytwórni Syrena Rekord. Był zmobilizowany w 1939. Następnie przedostał się na wschód. Był członkiem orkiestry Jazzowej Henryka Golda i Jerzego Petersburskiego utworzonej w Białymstoku w początkach 1940.
Był żołnierzem armii generała Władysława Andersa i walczył pod Monte Cassino (napisał też piosenkę o tej bitwie).
Po II wojnie światowej osiadł w Anglii, był impresario muzycznym, prowadził wszechstronną działalność artystyczną. Występował jako Stanley Laudan. W 1957 opublikował swoje wspomnienia.
Był autorem tekstu i muzyki tanga Zapomnij (Syrena Electro, numer katalogowy 2278, numer matrycowy 29318), a także autorem słów piosenki „Błękitna chusteczka”. Wydał Yiddish family album, Na Bielanach, Kiedy babcia panną była, Polka na dwa pas, Little Pepita, Maruschka, Maruschka, i wiele innych piosenek, samb, cha-cha-cha, tang, fokstrotów, utworów folklorystycznych.